# Енріке Авалос
Рафаель Енріке Авалос (ісп. Rafael Enrique Ávalos, 1922) — парагвайський футболіст, що грав на позиції нападника, зокрема, за клуби «Депортіво» (Перейра) та «Серро Портеньйо», а також національну збірну Парагваю. Чемпіон Парагваю.

## Клубна кар'єра
У футболі дебютував виступами за команду «Серро Портеньйо», ставши 1950 року чемпіоном Парагваю.
Своєю грою за цю команду привернув увагу представників тренерського штабу клубу «Депортіво» (Перейра), до складу якого приєднався 1951 року. Відіграв за команду з Перейри наступні два сезони своєї ігрової кар'єри. Більшість часу, проведеного у складі «Депортіво» (Перейра), був основним гравцем атакувальної ланки команди.
1954 року перейшов до клубу «Атлетіко» (Манісалес), за який відіграв один сезон. Завершив професійну кар'єру футболіста виступами у тому ж році.

## Виступи за збірну
1947 року дебютував в офіційних матчах у складі національної збірної Парагваю. Протягом кар'єри у національній команді провів у її формі 17 матчів, забивши 4 голи.
У складі збірної був учасником чемпіонату світу 1950 року у Бразилії, де зіграв зі Швецією (2-2) та Італією (0-2).
Був учасником двох чемпіонатів Південної Америки: 1946 року в Аргентині і 1947 року в Еквадорі.

## Титули і досягнення
- Чемпіон Парагваю (1):

«Серро Портеньйо»: 1950
- Срібний призер Чемпіонату Південної Америки: 1947, 1949